# Antalis (Gattung)
|  | Dieser Artikel wurde aufgrund von formalen oder inhaltlichen Mängeln in der Qualitätssicherung Biologie im Abschnitt „Weichtiere“ zur Verbesserung eingetragen. Dies geschieht, um die Qualität der Biologie-Artikel auf ein akzeptables Niveau zu bringen. Bitte hilf mit, diesen Artikel zu verbessern! Artikel, die nicht signifikant verbessert werden, können gegebenenfalls gelöscht werden. Lies dazu auch die näheren Informationen in den Mindestanforderungen an Biologie-Artikel. Begründung: Beschreibung fehlt; schlechtes Deutsch -- Olaf Studt (Diskussion) 00:49, 27. Okt. 2024 (CEST) |

Antalis ist eine Gattung innerhalb der Familie der Kahnfüßer. Einige Arten sind in der Nordsee unter anderem an den Küsten Europa heimisch.

## Systematik
Zu der Gattung gehören viele Arten, eine Auswahl der Arten ist nachfolgend dargestellt:
- Antalis agilis (M. Sars, 1872)
- Antalis albatrossae Scarabino, 2008
- Antalis alis Scarabino, 2008
- Antalis antillarum (d'Orbigny, 1853)
- Antalis ariannae Caprotti, 2015

...
- Antalis entalis (Linnaeus, 1758) – Nordeuropäischer Elefantenzahn

...
- Antalis pretiosa (G. B. Sowerby II, 1860)

...
- Antalis vulgaris (da Costa, 1778) – Gemeiner Elefantenzahn